# Ditropichthys storeri
Ditropichthys storeri is een straalvinnige vissensoort uit de familie van walviskopvissen (Cetomimidae). De wetenschappelijke naam van de soort is voor het eerst geldig gepubliceerd in 1895 door Goode & Bean.